# Dirk Stikker
Dirk Uipko Stikker, GBE, GCVO, nizozemski bančnik, industrialec, politik in diplomat, * 5. februar 1897, Winschoten, † 23. december 1979, Wassenaar.
Po študiju prava na Univerzi v Groningenu je vstopil v bančništvo. Leta 1935 je postal direktor pivovarne Heineken International; slednji položaj je zasedal do leta 1948. 
Leta 1945 je bil izvoljen v Senat Belgije, nakar pa je leta 1948 postal minister za zunanje zadeve Nizozemske, kar je bil leta 1951. Nato je bil veleposlanik Nizozemske v Združenem kraljestvu (1951-1952), stalni predstavnik Nizozemske pri Organizaciji evropskega ekonomskega sodelovanja (1958-1961) in generalni sekretar Nata (21. april 1961 - 1. avgust 1964).